# Miss Petty
Miss Petty, vlastním jménem David Daniel (* 3. března 1995 Aš), je česká drag queen, zpěvák a performer. Je první drag queen v České republice, která produkuje vlastní hudební tvorbu. Žánrově se pohybuje na pomezí popu, rapu a hyperpopu. Je známá i pro svoje vysoce stylizované videoklipy.

## Život
Již od dětství se věnoval hudbě a umění.
Vystudoval Střední uměleckoprůmyslovou školu Bechyně, obor Multimédia, kde se začal věnovat produkci, psaní a nahrávání hudby.

### Raná hudební tvorba
V roce 2013 pod svým jménem vydal své první skladby.
V roce 2014 vydal první EP nazvané Hlouposti.
V roce 2015 vydal pod jménem David Daniel poslední singly, jedním z nich byl singl „Neděle“.
Po dokončení střední školy a maturitě se přestěhoval do Prahy, aby s hudbou pokračoval, ale nakonec byl demotivovaný tím, že se jeho single „Neděle“ dostal do rubriky „Hudební masakry“, a hudební produkci se přestal věnovat.

### Drag a kariéra
Až v roce 2018 se začal prezentovat jako Miss Petty (původně Miss Petty Pisces) a věnovat se umění drag performance. Rychle se z něj stala jedna z nejvíce viditelných drag queens v Praze. Ve svých vystoupeních se často věnuje tématu body positivity a bourání stereotypů. Na pódiu působí velkou energií a jeho vystoupení často zahrnují i taneční choreografii s jeho kamarády a tanečníky Vítem Weberem, Janem Filipem, Járou Šimůnkem a Jakubem Procházkou.
V červenci 2018 vystoupila Miss Petty na mezinárodním festivalu dragu Bushwig v Berlíně.
V dubnu 2019 se objevila na obálce českého gay lifestyle magazínu LUI.
V květnu 2019 začala pravidelně moderovat karaoke v pražském baru a kavárně Patra. Střídá se zde s dalšími pražskými drag queens jako jsou Just Karen nebo Tonic Garbage.
V červenci 2019 opět vystoupila na drag festivalu Bushwig v Berlíně.
V srpnu 2019 byla oslovena festivalem LGBT hrdosti Prague Pride, aby uspořádala drag show na hlavním pódiu po duhovém průvodu na Letenské pláni. Na show pozvala a dala dohromady většinu pražské drag scény.
Také v srpnu nahrála podcast pro server GoOut.cz, ve kterém se společně se známou českou travesti umělkyní Chi Chi Tornádo bavily o rozdílech mezi uměním drag a travesti.
V listopadu 2019 se stala součástí drag rodiny House of Garbage a začala pravidelně vystupovat na varieté pořádaném drag queen Tonic Garbage s názvem Queeriety.
Také v listopadu 2019 vystoupila v pražském klubu Roxy po boku popové zpěvačky Charli XCX, která si jí a další pražské drag queens pozvala jako performery na svůj koncert.
V březnu 2020 letěla do New Yorku, kde měla dva týdny vystupovat na drag shows v Brooklynu i Manhattanu, ale její cesta se kvůli pandemii covidu-19 zkrátila o jeden týden a Miss Petty se musela vrátit do České republiky.
Od srpna 2020 se po vydání singlu a videoklipu Plastics začala aktivně věnovat hudbě a hudební produkci. Více v sekci hudba. Vydala již několik singlů a kolaborací a dvě krátké EP - Y2GAY a SLAY, která vyšla na kazetách a vinylech.
V roce 2021 se účastnila televizní talentové show Česko Slovensko má talent, kde v prvním kole uspěla se 4 „ano“ a pochvalou od Jaro Slávika za její hit „Jsem Tučná“. Následně byla porotou ve velkém třesku vybrána do semifinále, kde neuspěla v diváckém hlasování.
V únoru 2022 Miss Petty vystoupila v music baru Lucerna na předávání cen Vinyla, kde byla nominovaná na cenu objev roku.
V únoru 2022 se také objevila se svými drag sestrami Just Karen a Venice v knize Filipa Titlbacha jménem "Byli jsme tu vždycky". Kniha mapuje historii i současnost queer kultury u nás a životy lidí v nich.
V březnu 2022 začala vysílat svůj pořad Královny na Rádiu 1, který běžel živě každé liché pondělí až do konce roku. V Královnách Miss Petty pouštěla převážně pop, což bylo na alternativním rádiu kontroverzní. Témata, která řešila ve vstupech byli její osobní život i aktuality v queer světě a pop kultuře.
V dubnu 2022 se objevila v pořadu České Televize "Slyším Poprvý" kde proběhl konflikt mezi ní a Samirem Hauserem (Bruno Ferrari). Po transfobních narážkách Hausera se Miss Petty zasadila za to, aby se v titulcích před dílem objevil trigger warning.
V září 2022 byla vybrána Radiem Wave jako jedna ze čtyř umělců do soutěže Czeching. jako soutěžní píseň pro který s Rádiem Wave natočili klip byla vybrána její píseň "Sám" kterou produkoval Tomáš Havlen ze skupiny post-hudba. Vyhlášení Czechingu proběhlo v pražském klubu Fuchs2.
Na podzim roku 2022 se stala tváří inkluzivní kampaně portálu Pretlak.sk. Kampaň měla za cíl vytvořit konverzaci o inkluzivitě na poli pracovních příležitostí a Miss Petty v ní otevřeně hovořila o svých zkušenostech jakožto queer osoba. Jako vyvrcholení kampaně byl photoshoot a happening s Miss Petty před Pražským Hradem.
V květnu 2023 Miss Petty vystoupila v O2 Areně s Kapitánem Demo, kde představili svůj společný single Botox.
Také v květnu 2023 byla oslovena Holešovickou Tržnicí na vytvoření a podílení se na sight specific show 5prostor.
V červnu 2023 se objevila v podcastu Aktuálně.cz s Lindou Bartošovou, kde rozebírala drag v kontextu českého politického prostředí.
V červenci 2023 vystoupila na hudebním festivalu Pohoda, kde došlo k incidentu s podiem ve stanu Tepláreň, kde Miss Petty vystupovala, a podium se propadlo. Naštěstí se ani jí ani tanečníkům nic nestalo a od festivalu dostala finanční kompenzaci. Na Pohodě také vzniklo video z akustické session, kde Miss Petty zazpívala Masc4Masc.
V listopadu 2023 vyšel její společný track Botox s Jiřím Burianem aka Kapitánem Demo, který měl premiéru v O2 Areně. Videoklip k němu natočil Givinar Kříž a hrála v něm i modelka Eliška Bučková.
V lednu 2024 vyšel třetí díl druhé řady seriálu Dobré Ráno, Brno! režiséra Jana Prušinovského, kde si Miss Petty zahrála sama sebe v komické scéně po boku Dany Morávkové.

### Hudba
Po návratu z New Yorku se David Daniel rozhodl opět se věnovat hudbě a spojit ji s uměním drag. Následuje tak ve světě úspěšné drag queens, které produkují autorskou hudbu, jako například Conchita Wurst, RuPaul nebo Pabllo Vittar.

2020
První singl vydaný pod jménem Miss Petty se jmenuje „Plastics“ a vyšel v srpnu 2020. V písni je obsazená i její dlouholetá kamarádka Sam Noskow. K tomuto debutovému počinu vydala Miss Petty i svůj první videoklip, produkovaný společností Adequate Stuff a producentem Petrem Čípou. Píseň i vizuál odkazuje na film z roku 2004 Protivný sprostý holky.
Jako druhý singl vyšel v říjnu roku 2020 angažovaný pop track „Hush Hush“. Touto skladbou Miss Petty vyjadřuje své postoje v boji za práva LGBT lidí v Česku. Videoklip tentokrát paroduje české tradiční hodnoty a zvyky. Ve videoklipu si na tradiční českou rodinku zahrály její pražské drag kolegyně.
Jako třetí singl vyšla písnička „Jsem Tučná“, která vznikla ve spolupráci se slovenskou drag queen a influencerkou Slaytiiinou. Tímto třetím počinem chce umělkyně předat vzkaz, který prosazovala od začátku své drag kariéry, a to body positivity: „Od začátku jsem rád znervózňoval lidi tím, že se nebojím ve svém femme presenting dragu ukázat i chlupatou hruď anebo odhalit celé své tučné tělo. Vnímám to jako součást své mise. Prezentovat krásu v dragu i skrz své plus size tělo a mixovat ženskost a mužnost,“ řekla Miss Petty slovenskému magazínu QueerSlovakia.

2021
V červenci roku 2021 vydala Miss Petty kazetu ve spolupráci s labelem Antimother, na které se všechny předchozí singly nacházejí i s pár bonusy, například remixem singlu „Hush Hush“ nebo trackem „Jinak to nejde“ z produkce pražského hudebníka Toyoty Vangelise, na kterém je Miss Petty jako hostující interpret. Křest kazety proběhl v prostoru Studia Alta.
Na konci června pak vyšlo její debutové EP s názvem Y2GAY. Na ploše tří skladeb připomíná teatrálnost hudby, která vznikala kolem roku 2005, a osobitějšími texty nechává nahlédnout na osobu Davida Daniela, který se pod dragem skrývá. Název Y2GAY odkazuje na estetiku raného milénia, které se říká „Y2K“. Při přechodu z roku 1999 do roku 2000 se lidé obávali, že technika změnu data nezvládne a že dojde ke katastrofě. „Můj táta pracuje jako hasič a pamatuju si, jak ten silvestr s námi nemohl oslavit, protože musel povinně mít službu kvůli zvýšené ostraze, kdyby se opravdu něco stalo“, uvedla k tomu Petty.
Na EP jsou tracky „Masc4Masc“, „Klaun“ a „7AM“. O závěrečnou „7AM“ se produkčně postaral Aid Kid.

2022
V roce 2022 byla Miss Petty nominována na objev roku cen Vinyla a byla vybrána do exportní soutěže Czeching od Rádia Wave.
V červenci vydala své druhé EP SLAY, a společně s prvním EP Y2GAY ho vydala na kazetkách a vinylech. SLAY se těšilo ještě většímu úspěchu než Y2GAY a hlavním singlem se stal chytlavý single Mega Kozy, na který Petty později natočila videoklip.
Pokřtila ho velkým koncertem v pražském Paláci Akropolis. Koncert byl uspořádaný také v rámci série PULZ v režii a dramaturgii Vojtěcha Tkáče.
Na EP SLAY jsou tracky „Sám“, „Mega Kozy“, „Slay“, „Hvězda“, „Cool“ a remix skladby „Cool“ od producenta litterbin a s featuringy od Just Karen a Playstation Princess.
Stále přítomný zůstává Davidův osobitý humor a smysl pro chytlavé melodie. A také chuť experimentovat – úvodní song „Sám“ vznikl ve spolupráci s Tomášem Havlenem z kapely post-hudba. Svůj kousavý humor David ukazuje i ve skladbě „Hvězda“, kterou napsal pro své mladší já. To chce povzbudit, aby si nic nedělalo z nadávek a posměšků od svých vrstevníků. Hvězda se následně také uchytila v největším světovém queer playlistu streamovací služby Spotify s názvem GLOW.
2023
V roce 2023 začala Miss Petty nahrávat a singly na své debutové album, které se očekává někdy na podtim 2024. Album se ponese v duchu eurodance a devadesátých let v Evropě.
První single Teplo a Mír vyšel v srpnu a videoklip k němu vyšel až v prosinci.
Taneční hitovka "Teplo a Mír" překvapuje svým odvážným textem, v němž také upozorňuje na důležitost LGBTQIA+ komunity ve společnosti.
Rok od vydání svého druhého EP "SLAY" je Miss Petty zpátky s novou hudbou. "Teplo a Mír" neslevuje z hitových ambicí, které Petty má, a přináší tak údernou skladbu nesoucí se na vlně eurodance. S odvážnou tváří připomíná, že stejnopohlavní sňatky u nás stále nejsou možné a to i přesto, že "Adam a Adam Evě nevadí".